# Virån

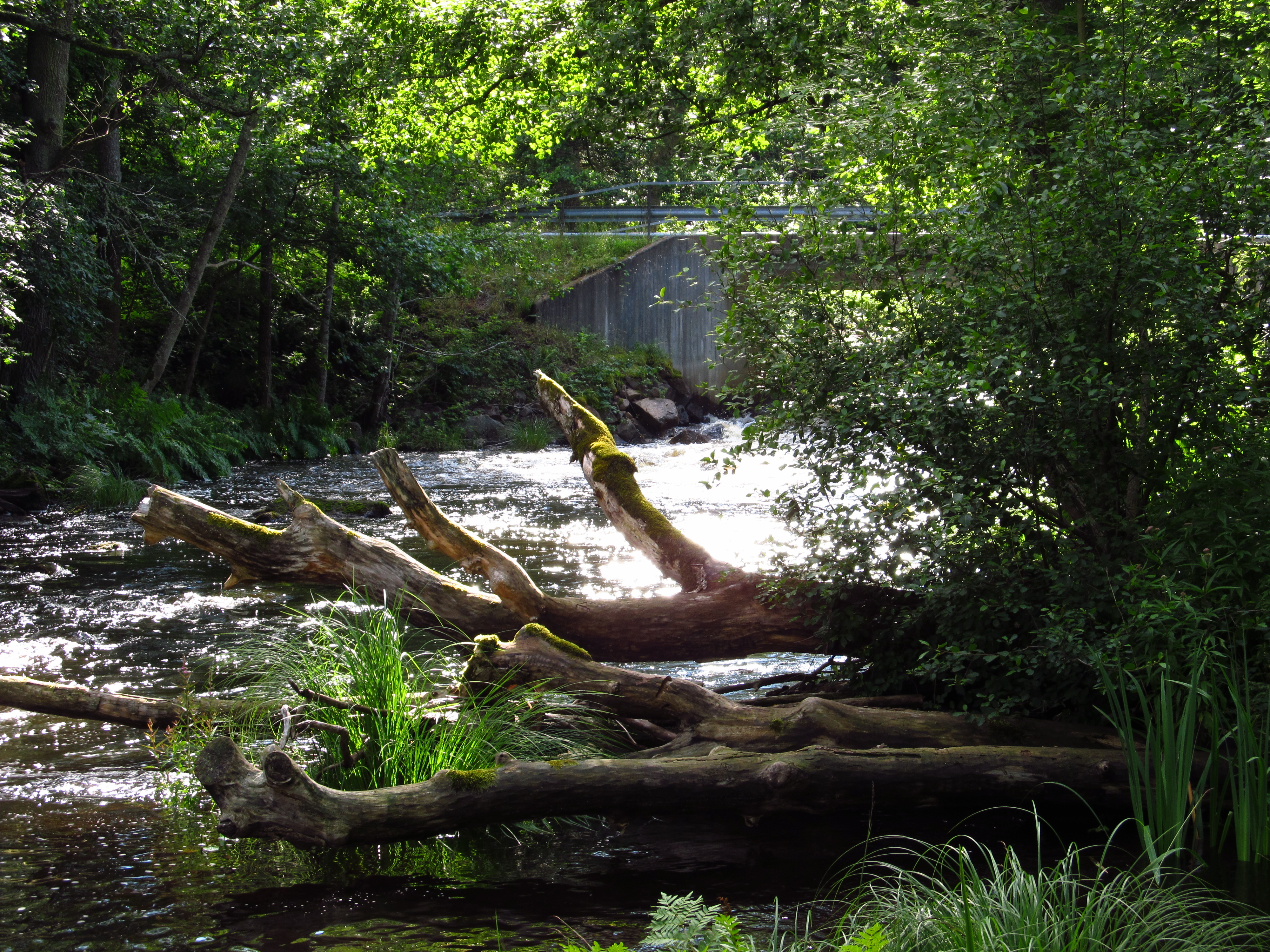
Virån cirka 1 km från dess utlopp i Östersjön.

Virån är ett vattenflöde som rinner ut i Östersjön vid Virbo säteri cirka 15 km norr om Oskarshamn.
Ån består av två ågrenar som flyter samman knappt 1 mil ifrån kusten stax väster om E22an. I gamla Virbohandlingar kallas ån, Virboån, medan man på kartorna kan finna namnen, Virån och Viraån, vilka skulle kunna vara namnen på de två olika ågrenarna.